# Langue des signes nicaraguayenne
Pour les articles homonymes, voir ISN.
La langue des signes nicaraguayenne (en espagnol : idioma de signos nicaragüense ou idioma de señas de Nicaragua, ISN) est la langue des signes utilisée au Nicaragua.
Cette langue a été créée spontanément, dans les années 1970 et 1980, par des enfants sourds de quelques écoles à l'Ouest du Nicaragua.
Elle présente un intérêt particulier pour la linguistique et l'origine du langage, parce que c'est le seul exemple connu de l'émergence d'une langue qui a pu être étudiée pratiquement par des linguistes depuis son origine et à travers ses premières évolutions.
Il existe deux dialectes de l'ISN, qui ne sont pas liées aux langues des signes salvadorienne, costaricienne ou aux autres langues des signes. Le système d'écriture de l'ISN est le SignWriting.

## Histoire

Alphabet dactylographique de l'ASL.

Avant les années 1970, il n'y avait aucune communauté sourde au Nicaragua. Les sourds vivaient de manière isolée, et ne pouvaient communiquer avec leur entourage qu'avec des gestes, des mimes et des mimiques ; mais quelques cas d'idioglossie avaient été signalés dans des fratries comprenant plusieurs sourds.
En 1977, le Nicaragua créa aux environs de Managua un centre spécialisé dans l'éducation des sourds, accueillant au départ une cinquantaine d'élèves. Ce chiffre avait doublé lorsqu'éclata la révolution sandiniste en 1979. En 1980, une nouvelle école spécialisée accueillant les adolescents sourds fut ouverte dans le quartier Villa Libertad de Managua. En 1983, ces deux écoles scolarisaient un total de plus de 400 élèves.
Au départ, le programme d'enseignement se proposait de donner aux sourds accès à la langue espagnole et la lecture labiale, la langue des signes utilisée par les enseignants se limitant à signer l'alphabet dactylologique avec des signes élémentaires pour représenter les caractères de la langue parlée. Ce programme n'eut que peu de succès, la plupart des élèves ne comprenant pas le concept de « mot » en espagnol, pour n'avoir été jamais exposés à la langue orale et écrite.
Les enfants et les enseignants n'avaient donc pas d'approche commune du langage. En revanche, la cour de l'école, la rue, et l'autobus scolaire furent des lieux de rencontre où ils avaient l'occasion de communiquer entre eux. Réunis, ils ont commencé à développer un système de signes, à partir des quelques signes qu'ils avaient inventés dans leurs familles respectives, et en utilisant ceux de leurs camarades. Rapidement, les enfants mirent au point entre eux un système d'inter-communication de type pidgin, créant ainsi leur propre idiome. Ce pidgin de premier niveau a été baptisé Lenguaje de Signos Nicaragüense (langage signé nicaraguayen, LSN), et est encore utilisé par les sourds qui ont été scolarisés à cette époque.
Les enseignants n'avaient pas pris conscience du développement de cette nouvelle langue, et voyaient les gestes de leurs élèves comme une simple communication par mime, traduisant surtout leur incapacité à apprendre l'espagnol. Alors que les enseignants inexpérimentés ne pouvaient comprendre leurs élèves, ils demandèrent une aide extérieure. En juin 1986, le ministère de l'éducation du Nicaragua contacta Judy Kegl, une spécialiste de la Langue des signes américaine exerçant au MIT.
Kelg et d'autres chercheurs commencèrent à analyser ce système de communication, et constatèrent que les jeunes sourds avaient conduit le pidgin de leurs aînés à un niveau plus complexe, de type créole, avec une grammaire plus élaborée comportant par exemple des formes de conjugaison. Cette langue des signes plus complexe est à présent appelée Idioma de Señas de Nicaragua (langue des signes nicaraguayenne, ISN).

## Utilisation
L'usage de l'ISN est répandu, surtout à Managua, la capitale nicaraguayenne. Les personnes entendantes utilisent de plus en plus cette langue des signes et les pratiquants sourds connaissent un peu l'espagnol.
Cette langue des signes est enseignée dans les écoles primaires et secondaires. Un dictionnaire a été édité.
Il n'y a pas de communauté sourde forte avant la fin des années 1970 lorsque l'ISN émerge grâce à l'attention portée à l'éducation des sourds et la création de l'association nationale des sourds du Nicaragua (Asociación Nacional de Sordos de Nicaragua, ANSNIC).

## Étude de l'ISN

### Intérêt de l'ISN pour la linguistique
La genèse de l'ISN constitue une occasion exceptionnelle d'étudier l'émergence d'une langue nouvelle. Avant cela, les études sur les premiers développements d'un langage s'étaient focalisées sur les créoles, qui apparaissent à la rencontre entre deux communautés (ou plus) qui par ailleurs maîtrisent leur propre langue orale. L'ISN ne correspond pas à ce cadre classique : elle a été inventée par des jeunes sans langue préalable, qui ne disposaient que de quelques signes ou gestes idiosyncratiques, limités à leur propre culture familiale.
Pour certains linguistes comme Judy Kegl
ou R.J. Senghas,
ce qui s'est passé à Managua apporte la preuve que l'acquisition du langage (et de ce fait l'origine du langage) est un processus non culturel, conditionné par les structures cérébrales même de l'être humain.
Depuis 1990, d'autres chercheurs se sont penchés sur le développement de ce langage unique et de sa communauté, parmi lesquels Ann Senghas, Marie Coppola, Richard Senghas, Laura Polich, et Jennie Pyers.
Même si chacun a pu avancer sa propre interprétation des mécanismes sous-jacents à ce langage et à ses développements ultérieurs, tous sont d'accord pour affirmer que cette histoire est à ce jour la source d'information la plus riche qui soit sur l'acquisition du langage et l'origine du langage.
« Le cas observé au Nicaragua et quelque chose d'unique sur le plan historique », souligne Steven Pinker, auteur de The Language Instinct. « Nous avons pu observer au jour le jour comment des enfants —et non des adultes— créent un langage ; et nous avons pu l'observer avec toute la précision voulue sur le plan scientifique. C'est le seul cas historiquement connu d'une communauté créant sa langue à partir de rien, et nous étions là pour l'observer ! »

### Décomposition en traits pertinents
Une bonne introduction à la langue des signes nicaraguayenne a été donnée par Bierma.
Il prend comme exemple le mouvement de quelque chose qui « roule sur une pente ». On pourrait être tenté d'y voir une notion unique, mais l'ISN décompose cette idée en deux éléments A-B, séparant d'un côté la manière (en roulant) et de l'autre la direction (vers le bas).
Cette décomposition permet à ces éléments d'être réutilisés et combinés autrement dans d'autres constructions. Les signeurs les plus avancés utilisent ces éléments sous la forme A-B-A, « roulant / vers_le_bas / roulant », pour signifier que le déplacement est une action continue dans la descente, ce qui l'opposerait à un « roulant / vers_le_bas » signifiant que l'objet est d'abord roulé, puis descendu.

### Modulation spatiale

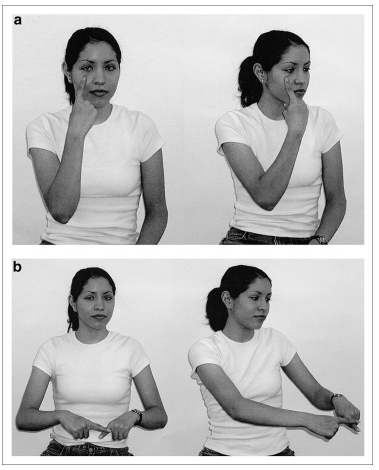
Signage de « voir » (haut) et « payer » (bas), respectivement produits en direction neutre (gauche) et modulé à gauche du signant (droite).

Dans toute langue des signes étudiée à ce jour, un signe exprimé à la voix neutre est signé en face de sa poitrine, mais cette position de base peut être « modulée », que ce soit par son placement dans l'espace ou par sa direction. Cette modulation spatiale permet de rendre divers « accords », qui dans les langues orales sont de nature grammaticale : information déictique pour raccorder une action à son référent objet ou sujet, localisation d'un objet ou d'une action dans le temps ou dans l'espace, et quelques autres fonctions grammaticales variées. 
Dans leur article, Senghas et Coppola se sont penchés sur la manière dont les utilisateurs de l'ISL pratique la modulation spatiale, après avoir également étudié l'utilisation de la modulation spatiale pour signifier une référence mise en facteur, ainsi que l'analyse de la vitesse à laquelle communiquent les signants aux différents stades de leur apprentissage
Ils ont pu constater que cette modulation écartant le geste de l'espace neutre est bien plus courante chez les signants qui ont pu commencer leur apprentissage dès leur jeune âge, par rapport à la première génération, qui n'a pu en faire l'apprentissage que plus tardivement.
Ce différentiel implique que le langage a évolué entre celui qu'avaient initialement appris les anciens et celui que pratiquent les générations suivantes, mais également que ce sont les jeunes enfants qui ont finalement créé l'ISN, recréant et modifiant le LSN au fur et à mesure qu'ils se l'appropriaient.
À partir de cette observation, Senghas et Coppola ont pu déterminer que le langage évolue parce que les nouvelles générations inventent des grammaires de plus en plus complexes ; et notent de plus que cette capacité créative adaptant et transformant la grammaire vers plus de complexité à travers le processus d'acquisition du langage, ne se manifeste que lorsque le langage n'est pas encore mature comme l'était le LSN, mais l'évolution cesse d'être observable lorsque le langage a atteint comme le LSN un degré de sophistication suffisant pour l'expression fluide des besoins courants.

### Convention miroir

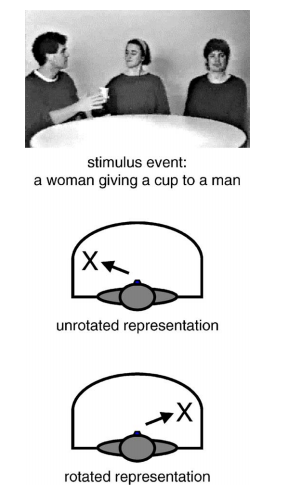
Problème de la convention miroir : un « geste à gauche » qui doit être représenté (haut) peut être signé directement à gauche, par rapport au référentiel du signant (milieu) ; ou inversé à droite, par rapport au référentiel de l'observateur.

Par rapport à la pratique antérieure aux années 1980, les pratiquants de la LSN ont introduit la pratique générale d'utiliser la localisation dans l'espace signé pour préciser l'identité d'un référent.
Pointer un endroit de l'espace correspond à la fonction grammaticale du pronom, le point de l'espace servant à symboliser un référent préalablement identifié. C'est ce qui permet de faire le lien avec la modulation spatiale des gestes désignant une action, à la fois pour préciser l'argument (sujet ou objet) de cette action, et maintenir cette identité du référent tout au long du discours.
Senghas et Coppola ont pu noter que les signants qui avaient appris l'ISN avant la période d'interactions intensive, c'est-à-dire avant 1983, ne suivaient pas de règle précise pour décider si la représentation d'un événement devait être directe ou en miroir dans l'espace signé. Quand le signant observait un homme à sa gauche donner un objet à une femme à sa droite, son compte rendu de la scène pouvait varier d'une fois sur l'autre, le signant décidant pratiquement au hasard si l'assignation spatiale utilisée pour désigner respectivement l'homme et la femme était directe (homme à sa gauche), conforme à ce qu'il avait vu, ou en miroir (homme à sa droite, à la gauche du spectateur), conforme à ce que les acteurs avaient réalisé et à ce que son interlocuteur aurait vu.
En revanche, les signants qui avaient commencé leur apprentissage après 1983 avaient convergé sur une convention commune, différents signants observant différentes scènes et en rendant compte à différents moments conservant à chaque fois la même représentation miroir.
Senghas et Coppola en concluent que la modulation spatiale fonctionne comme une règle grammaticale partagée au sein de cette dernière cohorte d'âge.

## Controverses et débats

### À quel moment peut-on parler de langage?
Les chercheurs ne sont pas d'accord sur la limite où dans le développement de l'ISN il devient possible de le considérer comme un langage à part entière.
- Coppola considère que dès le départ, des systèmes de signes dans les familles isolées du Nicaragua comportaient des aspects qui peuvent être qualifiés de linguistique (même si cela ne signifie pas que ces signes domestiques puissent être qualifiés de langage).
- Pour Kegm, il y a eu un premier stade où les sourds ont développé des conventions gestuelles communes, le LSN, puis les jeunes sourds mis en contact avec ces premiers gestants ont pu percevoir que ce qu'ils voyaient constituait un langage et ont pu l'acquérir à ce titre ; ce n'est donc que cette seconde génération qui a acquis un véritable langage, aussi complet et riche que n'importe quel langage connu, et dont les changements ultérieurs ont suivi des processus historiques classiques.
- Pour Senghas, après l'apparition initiale du LSN, ce langage est devenu de plus en plus complexe au fil des générations successives de signants, évoluant vers l'ISN.

### Impérialisme linguistique
Depuis le début de ses recherches au Nicaragua en 1986, et jusqu'à ce que la langue des signes nicaraguayenne ait été bien stabilisée, Kegl a soigneusement évité d'introduire dans la communauté nicaraguayenne de signants les gestes et conventions des langues des signes qu'elle pratiquait, et en particulier de la langue des signes américaine (ASL). En effet, les américains avaient pratiqué pendant des années une sorte d'impérialisme linguistique, cherchant à imposer l'ASL aux sourds d'autres pays, allant parfois jusqu'à supplanter des langues de signes locales préexistantes.
L'approche de Kegl a été de documenter son étude d'une langue autonome, plutôt que d'imposer une langue à cette communauté, ou de modifier sa pratique. Elle n'empêcha pas des sourds nicaraguayens d'entrer en contact avec d'autres langues de signes, mais elle-même ne fit rien pour favoriser de tels contacts. En revanche, elle a donc pu documenter des contacts avec d'autres langues de signes, dès les années 1990, ainsi que l'influence que de tels contacts peuvent avoir sur l'ISN, de même que n'importe quelle langues en contact peuvent s'influencer mutuellement.
Des experts comme Felicia Ackerman ont pu critiquer l'aspect éthique d'avoir ainsi isolé délibérément les enfants nicaraguayens.
L'organisation de Kegl, la « Nicaraguan Sign Language Projects », a contribué à créer une école pour sourds entièrement encadrée par des enseignants nicaraguayens sourds, et a apporté son soutien à des sourds nicaraguayens pour qu'ils puissent assister à des conférences internationales et y faire des présentations.

### Preuve d'une capacité innée à l'apprentissage des langues
Pour William Stokoe, que beaucoup considèrent comme le père des études linguistiques sur l'ASL, l'émergence de l'ISN n'est pas nécessairement la preuve d'un mécanisme cognitif d'acquisition du langage. Stokoe met également en doute l'idée que ce langage ait pu émerger sans aucune influence extérieure, que ce soit par exemple de l'espagnol, ou de l'ASL.
À ce jour, il n'y a pas de preuve décisive pour trancher cette controverse entre une acquisition innée ou culturelle, et la querelle implique des oppositions théoriques fondamentales entre différentes théories linguistiques, dont les approches conceptuelles de la grammaire sont mutuellement incompatibles. Même si les faits observés à ce jour indiquent une absence d'influence tant de l'espagnol que de l'ASL, au moins aux premiers temps de son évolution, il reste possible que l'évolution de l'ISN ait pu être facilité par des contacts des signants à des stratégies de communication alternatives pendant sa petite enfance.
Des théories alternatives sur une capacité innée à l'acquisition du langage ont été proposées par Michael Tomasello (entre autres). Tomasello considère que l'apprentissage d'une première langue est accéléré par des éléments acquis de manière non linguistique, comme l'établissement d'un référentiel intentionnel partagé, et la compréhension qui en découle que l'interlocuteur a l'intention de communiquer.
En tout état de cause, après la naissance de l'ISN, cette langue a été en contact actif avec les autres langages de son environnement.

### Une langue ni parlée ni écrite?
R.J. Senghas (1997) a décrit la langue comme « impossible à parler ou à écrire » dans le titre de sa thèse, pour mettre en relief la conception erronée, commune à ceux qui n'étudient pas les langues indigènes, qu'une langue sans écriture n'est pas une vraie langue.
De la même manière, les langues des signes ne sont souvent pas reconnues comme telles, parce qu'elles ne sont ni parlées ni écrites. (Senghas n'a jamais prétendu que la langue nicaraguayenne des signes ne peut pas être mise par écrit, mais simplement que c'est l'opinion que se font souvent ceux qui n'étudient pas les langues des signes.)
Souvent, l'influence de l'apprentissage de l'écrit sur le statut d'une langue est également avancé dans les débats sur ce qu'il est convenu d'appeler le « paradigme de la langue écrite », mais il faut reconnaître que l'existence d'une version écrite d'une langue est un phénomène dépendant de conditions culturelles et historiques extrinsèques à la langue elle-même. Tim Ingold, un anthropologue britannique, discute ces question en détail dans son Perception of the Environment (2000), mais n'aborde pas spécifiquement le cas de l'ISN.
En tout état de cause, depuis 1996, les nicaraguayens ont écrit leur langue des signes, que ce soit à la main ou au moyen de SignWriting (voir www.signwriting.org pour des exemples d'ISN mis par écrit).